# 李才 (越南)
李才（越南语：／；？—1777年）18世紀末期越南軍事人物。越南華裔。原為西山朝將領，後效力於阮主。

## 生平
李才本是一名來越南做生意的清朝商人。1771年，阮岳、阮侶、阮惠發動西山起義之後，李才於1773年組織了一隻名叫「和義軍」的海盜組織以協助西山軍，活躍於南中國海。另一名中國商人李阿集組織了忠義軍，這兩支部隊都穿著清朝人的裝束，協助西山軍作戰。
1774年，李才率領和義軍襲殺阮軍主將阮福香（尊室香），協助西山軍攻佔廣義。1775年，北方的鄭主鄭森趁南方大亂之機，派遣黃五福率兵南下，攻佔了阮主的都城富春（今順化），阮主阮福淳逃往廣南。西山軍的阮岳向阮主表示效忠，派遣李才將東宮阮福暘迎至會安。隨後西山軍以李阿集為先鋒、李才為中軍、阮岳為後隊，迎擊鄭軍於是錦沙（今峴港市和榮縣）。李阿集的忠義軍遭到鄭軍的突襲，因此西山軍大敗而歸。阮岳將阮福暘等人遷至河寮、安泰一帶，派人與鄭主達成和解，西山軍願為鄭軍討伐阮主的先驅；隨後又以詭計大破阮主，阮主阮福淳逃往嘉定（今胡志明市）。
1776年，李才率軍據泰山反叛西山軍，向阮主效忠。阮主召其來到嘉定，受到阮主的重用。李才與阮主麾下東山軍的將領杜清仁不和，迫其率軍出鎮永隆（今檳椥省）。次年，西山軍派阮侶、阮惠分水陸兩路攻打嘉定，李才率軍防禦，戰敗逃跑，途中為杜清仁的部將所殺。